# Sphinx (sistema de automatización doméstico)
Sphinx  o The Sphinx (en ruso: СФИНКС),  fue un proyecto experimental realizado en la Unión Soviética para  un sistema domótico integral y de integración de las personas con la información. Lo realizó el diseñador industrial Dmitry Azrikan, en colaboración con A. Kolotushkin y V. Goessen por encargo del Comité Estatal de Ciencia y Tecnología de la URSS en 1987. Supone el primer desarrollo integrador de información y domótica realizado en el mundo.

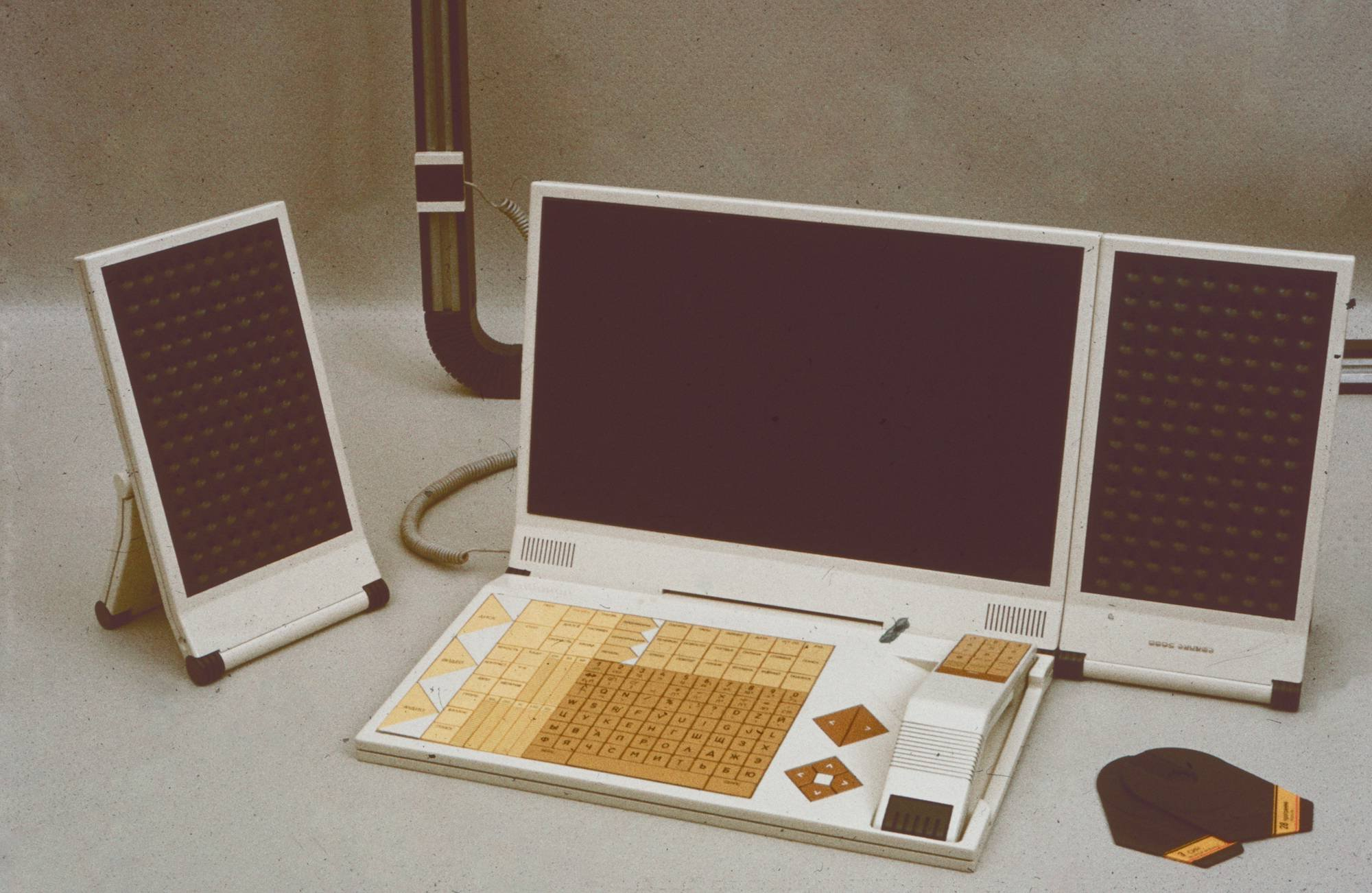
El "portátil" Project Sphinx con teclado y altavoces integrados.

El término "Sphinx" es el acrónimo de Super Functional Integrated Communicative System (Sistema de Comunicación Integrado Súper Funcional,  en ruso:  С  упер  ф  ункциональная ин  тегрированная к  оммуникативная  с  истема), estaba destinado a ser un sistema doméstico integrado de comunicación e información multiusuario en el que se integraba todas las necesidades personales y del hogar. Estaba compuesto por un conjunto de módulos que permitieran a los consumidores interactuar fácilmente con los sistemas de información y control. 
El diseño de este sistema no llegó a materializarse tal y como fue concebido debido, principalmente, a la falta de la tecnología para su implementación y el periodo de inestabilidad y desintegración que se abrió en la URSS a finales de la década de los años 80 del siglo XX que culminó con la desintegración de la Unión Soviética en 1992 y a la que siguió una larga crisis económica y de identidad en todas las repúblicas que la componían y se convirtieron en países independientes.

## Historia y descripción
El Comité Estatal de Ciencia y Tecnología de la URSS encargó a Dmitry Azrikan que ideara una "computadora revolucionaria" destinada a los hogares de la Unión Soviética. Azrikan, en el marco del Departamento de Planificación Futura del Instituto de Investigación de Diseño Ruso (VNIITE), realizó un trabajo basado en la integración de todas la necesidades que podría tener un hogar de una familia convencional, con varios miembros, en cuanto al uso de la información,  trabajo, control de sistemas domésticos, comunicación inter-usuario a distancia, usuarios diferenciados, etc., en un concepto modular y altamente flexible  unido a un diseño novedoso y llamativo. El objetivo de los diseñadores fue el de suplir todas las necesidades que se dieran en un entorno doméstico, como sistemas de  reproducción, grabación y almacenamiento de audio y vídeo, equipos de radio y televisión, comunicaciones y telefonía, relojería, proyección de imágenes fijas y en movimiento, control de sistemas domésticos, etc.
La revista soviética Technical Aesthetics (en ruso: Техническая эстетика) en su número de 1987 publicó, dando así a conocer, el proyecto. En este artículo se decía que el sistema  estaría compuesto por "altavoces esféricos, un monitor desmontable, auriculares, un mando a distancia de mano con una pantalla extraíble, una unidad de disquete, un procesador con tres bloques de memoria y más". Los módulos se diseñaron para ser utilizados colectivamente o individualmente por los miembros de la familia, y se suponía que el número de bloques de memoria posiblemente aumentaría infinitamente de acuerdo con las necesidades del hogar para que diferentes miembros de la familia pudieran activar diferentes programas simultáneamente.
En palabras de Sergey Moiseyev, director del Instituto de Investigación de Diseño Ruso (VNIITE) 

El equipo SPHINX fue diseñado para tener todo integrado en un solo sistema, y no se trataba solo de crear una casa inteligente: también tenía mucho que ver con la solución de algunos de los problemas más importantes que enfrentan los hombres y mujer. Digamos, por ejemplo, que alguien quería aumentar la funcionalidad de su grabadora. En el pasado, seguramente se habrían enfrentado cara a cara con una serie de dificultades de compatibilidad. La ergonomía también tenía su parte de problemas, ya que muy a menudo incluso la apariencia del televisor y la grabadora tenían poco, si es que tenían algo, en común.

## Configuración de la estación Sphinx
La estación Sphinx, que denominaron "ecosistema" era extremadamente flexible y podría crecer según las necesidades del usuario. Debía que centralizar todas las señales de los medios de comunicación permitiendo así su uso dentro del "ecosistema" a todos sus usuarios, miembros de un mismo hogar y externos a él. Los servicios debian se integrales, desde informativos, hasta de entretenimiento incluyendo  juegos electrónicos.
El "ecosistema" era escalable y permitiría ir adaptándose a las necesidades de los usuarios,  podría comenzar con un pantalla y un par de altavoces para ir creciendo y ampliándose.
Se configuraba con un sistema central, una especie de servidor para el hogar y las memorias de los usuarios. Una gran pantalla plana de un metro de altura, serviría para mostrar programas, películas y juegos, obras de arte, audio y hasta fotografías, ya que serviría como marco cuando no se está usando,  realizar videollamadas,  mostrar información relevante como noticias, pronóstico del tiempo o recordatorios. Habría otras pantalla más pequeñas, 240 x 400 milímetros, para uso individual.
Se diseñó un mando de control remoto con pantalla escamoteable y con órdenes vía voz y un teclado alfanumérico configurable.  Haría también un periférico inalámbrico  que podía soportar  disquetes, pantalla y altavoces, para así servir como ordenador portátil e incluso conectar desde lugares distantes.